# HMS Prince of Wales (R09)
La HMS Prince of Wales (R09) è la seconda portaerei della classe Queen Elizabeth in servizio presso la Royal Navy dal 2019. Questa è l'ottava nave della Royal Navy a portare il nome HMS Prince of Wales (Principe di Galles). La costruzione della nave è iniziata nel 2011 al cantiere navale Rosyth Dockyard a Rosyth (sul Firth of Forth in Scozia) di proprietà di Babcock International.

## Servizio

### EsercitazioneSteadfast Defender2024
Tra febbraio e marzo 2024 la HMS Prince of Wales è stata dispiegata nell'ambito dell'esercitazione NATO Steadfast Defender 2024 in sostituzione della HMS Queen Elizabeth (R08) che aveva subito un guasto all'albero portaelica di dritta. La HMS Prince of Wales è salpata il 12 febbraio 2024 dopo aver imbarcato gli F-35B del No. 617 Squadron e gli elicotteri AW159 Wildcat dell'847 Naval Air Squadron per rientrare alla base navale di Portsmouth il 26 marzo successivo

### 2025: OperazioneHighmast
Nel corso del 2025 l’HMS Prince of Wales è stata impegnata nell’operazione Highmast che ha previsto un dispiegamento di 8 mesi del Carrier Strike Group 25 nell'Indo-Pacifico composto dalla HMS Prince of Wales, dal cacciatorpediniere HMS Dauntless e dalla fregata HMS Richmond. Nel dispiegamento nell’Indo-Pacifico la portaerei non è stata scortata da sottomarini d’attacco della Royal Navy, in quanto non disponibili.
Alle tre unità della Royal Navy si sono aggregate a rotazione unità di altre marine e il Carrier Strike Group britannico è stato coinvolto in diverse esercitazioni durante il dispiegamento. Tra aprile e maggio l’esercitazione NATO Neptune Strike 25 nel Mediterraneo. 
Poi il Carrier Group britannico ha operato con l'esercitazione australiano-statunitense Exercise Talisman Sabre 20255.
Successivamente sono seguite operazioni congiunte con la US Navy e la Forza marittima di autodifesa giapponese. Due F-35B dei Marines provenienti dalla nave d'assalto anfibio USS America (LHA-6) sono stati distaccati sulla HMS Prince of Wales, e gli F-35B britannici hanno operato sulla JS Kaga (DDH-184) cacciatorpediniere portaelicotteri classe Izumo che da poco ha ricevuto i primi F-35B. 
Durante l'operazione Highmast due F-35B sono stati costretti ad atterraggi d'emergenza. Il primo a Thiruvananthapuram nel Kerala in Indialo scorso giugno, rimanendo fermo per cinque settimane per le riparazioni. E un secondo a Giappone in agosto.